# Antoon Hurkmans
Antonius Lambertus Maria Hurkmans (Someren, 3 augustus 1944) is een Nederlands emeritus bisschop. Van  1998 tot mei 2016 was hij bisschop van het Bisdom 's-Hertogenbosch. Zijn wapenspreuk luidt: In virtute Spiritus Sancti (In de kracht van de Heilige Geest).

## Opleiding
Antoon Hurkmans groeide op in een boerengezin van negen kinderen. Hij haalde zijn groente- en kruideniersdiploma en had in Echt zijn eigen kruidenierszaak. Omdat hij zich geroepen voelde tot het priesterschap verkocht hij zijn winkel en studeerde daarna aan het College voor Late Roepingen in Warnsveld. In 1966 ging hij naar de Latijnse School in Gemert en drie jaar later verbleef hij enige tijd in de Norbertijnenabdij in het Belgische Grimbergen. In 1972 verliet hij het klooster en ging theologie studeren aan de Theologische Faculteit in Tilburg waar hij in 1978 zijn doctoraal haalde.

## Kerkelijke loopbaan
Antoon Hurkmans werd op 22 december 1979 in de Sint-Jan in 's-Hertogenbosch door bisschop Jan Bluyssen tot priester gewijd. Vervolgens was hij werkzaam in Waalwijk (St. Antonius), vanaf 1 december 1980 als pastoor. Bisschop Johannes ter Schure benoemde hem in augustus 1987 tot rector van de nieuwe priesteropleiding, het Sint-Janscentrum. In maart 1988 werd hij tevens vicaris-generaal en proost van het kathedraalkapittel van het bisdom 's-Hertogenbosch. Vanwege zijn verdiensten voor het seminarie benoemde paus Johannes Paulus II hem op zijn verjaardag in 1994 tot zijn ereprelaat en kreeg hij de monseigneurstitel. Op 13 juni 1998 benoemde de paus hem tot bisschop van 's-Hertogenbosch. Op 29 augustus 1998 werd hij bisschop gewijd door de bisschoppen Ter Schure, Bluyssen, Muskens, Wiertz en Lescrauwaet.
Hurkmans was vanaf het begin geconfronteerd met een teruglopend aantal priesters; hij koos, net als andere bisdommen, voor het schrappen van een 'tussenlaag' van dekens en rondreizende catecheten. In 2010 kreeg hij twee hulpbisschoppen naast zich (Rob Mutsaerts en Jan Liesen).
In de discussie in het voorjaar van 2010 of praktiserende homoseksuelen de hostie mogen ontvangen, steunde Hurkmans aanvankelijk de jonge pastoor Luc Buyens van Reusel in diens weigering de hostie te geven aan een homoseksueel, in dit geval de als praktiserend homoseksueel bekend zijnde Prins Carnaval Gijs den Urste. De Nederlandse homobeweging riep daarna op massaal naar de hoogmis in Den Bosch te komen om tegen deze houding te protesteren. Later nuanceerde hij dit standpunt en meende hij dat het aan de verantwoordelijkheid van de gelovige zelf diende te worden overgelaten. Een groep katholieken met de Ossche pastoor Cor Mennen laakte daarop de 'slappe knieën' van bisschop Hurkmans. Hun advies aan de homo's in kwestie was om hun acties bij een moskee te voeren.
Op 11 september 2015 maakte Hurkmans bekend dat zijn verzoek om ontslag wegens gezondheidsredenen was aanvaard door de paus. Op 5 maart 2016 werd officieel bekend dat Antoon Hurkmans zou worden opgevolgd door Gerard de Korte, bisschop van het bisdom Groningen-Leeuwarden. 
Van 6 november 2016 tot 25 december 2020 was hij rector van de Friezenkerk in Rome. Hij werd opgevolgd door Antoine Bodar.
Hurkmans benoemde in 2004 een priester, die beschuldigd was van verkrachting en handtastelijkheden, tot pastoor in Helmond.

## Bijzondere verantwoordelijkheden
- Bisschoppelijk referent voor Huwelijk en Gezin
- Grand prior van de Orde van het Heilig Graf